# قائمة أطول المباني في الجزائر
هذه القائمة من أطول المباني في الجزائر في المرتبة ناطحات السحاب في الجزائر على أساس ارتفاع الرسمي.

## أطول المباني
هذه القائمة تصنف ناطحات السحاب المكتملة والمتقدمة في الجزائر التي يبلغ ارتفاعها 100 متر (328 قدمًا) على الأقل ، بناءً على قياس الارتفاع القياسي. يتضمن ذلك الأبراج والتفاصيل المعمارية ولكنه لا يشمل أعمدة الهوائي أو المآذن. تشير علامة التساوي (=) التي تتبع المرتبة إلى نفس الارتفاع بين مبنيين أو أكثر. يشير عمود «السنة» إلى السنة التي اكتمل فيها المبنى.
| R. | اسم                                    | ارتفاع </br> م (قدم) | طوابق | عام  | مدينة           | صورة | ملاحظات     |
| -- | -------------------------------------- | -------------------- | ----- | ---- | --------------- | ---- | ----------- |
| 1  | جامع الجزائر                           | 270 متر (890 قدم)    |       | 2019 | الجزائر العاصمة |      | [ 1 ]       |
| 2  | ريزيدنس برج وهران                      | 113 متر (371 قدم)    | 29    | 2018 | وهران           |      | [ 2 ]       |
| 3  | برج الباهية أ                          | 111 متر (364 قدم)    | 31    | 2009 | وهران           |      | [ 3 ]       |
| =  | برج مركز الباهية د                     | 111 متر (364 قدم)    | 31    | 2011 | وهران           |      |             |
| =  | برج مركز الباهية ج                     | 111 متر (364 قدم)    | 31    | 2012 | وهران           |      |             |
| =  | مركز الباهية برج ب                     | 111 متر (364 قدم)    | 31    | 2014 | وهران           |      |             |
|    |                                        |                      |       |      |                 |      |             |
| 7  | مسجد الأمير عبد القادر                 | 107 متر (351 قدم)    |       | 1994 | قسنطينة         |      |             |
| 8  | برج المقر الرئيسي لبنك الخليج الجزائري | 110 متر (360 قدم)    | 24    | 2019 | الجزائر العاصمة |      |             |
| 9  | هوليداي إن الجزائر - برج الشراقة       | 105 متر (344 قدم)    | 25    | 2018 | الجزائر العاصمة |      | [ 4 ] [ 5 ] |
| 10 | برج أوديون                             | 106 متر (348 قدم)    | 28    | 2019 | وهران           |      |             |
| 11 | أبراج الشريف 1                         | 105 متر (344 قدم)    | 28    | 2019 | وهران           |      |             |
| 12 | أبراج الشريف 2                         | 90 متر (300 قدم)     | 24    | 2019 | وهران           |      |             |

### تحت التشيد
وهذه القائمة تسرد المباني التي هي حاليا قيد الإنشاء في الجزائر، ومن المتوقع أن ترتفع إلى ارتفاع لا يقل عن 100 متر (328 قدم). وتشمل أيضا المباني التي هي قيد الإنشاء التي تصدرت بالفعل.
| R. | اسم              | ارتفاع </br> م (قدم) | طوابق | عام  | مدينة | صورة | ملاحظات |
| -- | ---------------- | -------------------- | ----- | ---- | ----- | ---- | ------- |
| 1  | برج جلاكسي وهران | 118 متر (387 قدم)    | 30    | 2019 | وهران |      |         |
| 3  | برج لي جاليت 1   |                      | 30    | 2019 | وهران |      | [ 6 ]   |
| 4  | برج لي جاليت 2   |                      | 28    | 2019 | وهران |      |         |
| 5  | برج لي جاليت 3   |                      | 25    | 2019 | وهران |      |         |

### قيد الانتظار أو موافق عليه أو مقترح
| R. | اسم                  | ارتفاع </br> م (قدم) | طوابق | الحالة   | مدينة | صورة | ملاحظات |
| -- | -------------------- | -------------------- | ----- | -------- | ----- | ---- | ------- |
| 1  | مجمع ابراج الجزائر 1 | 300 متر (980 قدم)    | 62    | المقترحة | وهران |      |         |
| 2  | مجمع ابراج الجزائر 2 | 250 متر (820 قدم)    | 50    | المقترحة | وهران |      |         |
| 3  | برج شهرزاد           | 200 متر (660 قدم)    | 47    | المقترحة | وهران |      |         |
| 4  | مركز مافر            | 200 متر (660 قدم)    | 35    | المقترحة | عنابة |      | [ 7 ]   |